# نوک‌شاخ کلاه‌خودی
نوک‌شاخ کلاه‌خودی یا نوک‌شاخ کلاه‌خوددار (نام علمی: Rhinoplax vigil) نام یک گونه از تیره نوک‌شاخ است.